# Minas (etnia)
Minas, negros-minas, pretos-minas ou tchis são uma etnia de cultura fanti-axânti oriunda de Gana.

## Etimologia
"Mina" é uma referência à cidade de Elmina, em Gana.